# Paso a desnivel Carretera Norte
El Paso a desnivel de Carretera Norte (La Robelo) es un viaducto vial de dos niveles ubicado en Managua, Nicaragua. Se trata del paso a desnivel más o viaducto vial más largo de Centroamérica, con aproximadamente 1.2 km de longitud y ocho carriles (cuatro por sentido). Interconecta la Carretera Norte con la moderna Pista Héroes de la Insurrección (antes Pista Juan Pablo II). Su inauguración está programada para el 15 de julio de 2025, en conmemoración del héroe nacional Julio Buitrago.

## Ubicación y características
Ubicado en la intersección conocida como La Robelo, en el extremo norte del corredor vial de Managua, este paso a desnivel es parte del tramo cuatro de la ampliación de la Pista Héroes de la Insurrección. Tiene dos niveles de circulación, con ocho carriles en total. Su objetivo es agilizar el tránsito entre la Carretera Norte, la zona céntrica de Managua y el occidente del país.

## Construcción
Esta obra forma parte del megaproyecto vial que abarca la ampliación de la Pista Héroes de la Insurrección, a lo largo de 10 km. Fue diseñada con estándares antisísmicos, iluminación LED, señalización moderna y capacidad para tráfico pesado. Se estima que podrá movilizar hasta 70,000 vehículos diarios.

## Impacto
Comerciantes y habitantes de la zona expresaron que la obra traerá beneficios económicos, mayor seguridad vial y descongestión del tráfico en la zona norte de Managua.